# Raquel Torres
Raquel Torres (11 november 1908 – 10 augustus 1987) was een Mexicaans-Amerikaans actrice.

## Levensloop en carrière
Torres werd geboren in 1908 als dochter van een Duitse vader en een Mexicaanse moeder. Al op jonge leeftijd verhuisde Torres naar de Verenigde Staten, waar ze haar acteercarrière begon in 1928. In veel van haar films speelde ze een exotische schone zoals in White Shadows in the South Seas, The Sea Bat en Aloha. 
Ze speelde in komedies naast Buster Keaton (Estrallados) en de gebroeders Marx in Duck Soup (1933). In 1935 huwde ze met Stephen Ames en stopte ze met acteren. Haar man overleed in 1955. Ze hertrouwde in 1959 met acteur Jon Hall.  
Torres overleed in 1987 op 78-jarige leeftijd. Ze is begraven op Forest Lawn Memorial Park (Glendale).